# آب‌انبار بالا زاوقان
آب‌انبار بالا زاوقان مربوط به دوره صفوی است و در سمنان، محله زاوقان، پایین‌تر از مسجد جامع زاوقان واقع شده و این اثر در تاریخ ۲۵ خرداد ۱۳۸۱ با شمارهٔ ثبت ۵۸۳۱ به‌عنوان یکی از آثار ملی ایران به ثبت رسیده است.